# Brachymyrmex flavidulus
Brachymyrmex flavidulus é uma espécie de inseto do gênero Brachymyrmex, pertencente à família Formicidae.